# Пленённая Андромаха
«Пленённая Андромаха» (англ. Captive Andromache) — картина английского художника Фредерика Лейтона, созданная примерно в 1888 году. Хранится в Манчестерской художественной галерее.
Полотно иллюстрирует один из эпизодов мифа о Троянской войне. Андромаха, вдова царевича Гектора, после падения Трои была захвачена в плен царём молоссов Неоптолемом и стала его рабыней и наложницей. Лейтон изобразил её стоящей в очереди у источника — одинокую и печальную. Картина была создана примерно в 1888 году, в 1889 году её купил Манчестерский городской совет за 4 тысячи фунтов стерлингов.